# Landkreis Neuß
Der Landkreis Neuß (bis 1913 Kreis Neuß) existierte von 1816 bis 1929 als Landkreis im Regierungsbezirk Düsseldorf in der Rheinprovinz. Sitz der Kreisverwaltung und wichtigste Stadt war Neuß. Die zum Landkreis gehörenden Gemeinden liegen bis auf die 1909 Düsseldorf zugeschlagene Gemeinde Heerdt alle im heutigen Rhein-Kreis Neuss und gehören den Städten und Gemeinden Neuss, Dormagen, Grevenbroich, Kaarst, Korschenbroich, Meerbusch und Rommerskirchen an.

## Verwaltungsgeschichte
Der Kreis Neuß wurde 1816 aus dem Gebiet der in der Franzosenzeit eingerichteten Kantone Neuß und Dormagen gebildet. Das Kreisgebiet war in fünfzehn Bürgermeistereien gegliedert, den Nachfolgern der in der Franzosenzeit eingerichteten Mairien. Durch die Gemeindeordnung für die Rheinprovinz erhielten 1845 alle Orte, die einen eigenen Haushalt führten, den Status einer Gemeinde. Neuß, die einzige Stadt des Kreises, unterlag seit 1856 der Rheinischen Städteordnung. Die Gemeinde Gohr wechselte 1870 aus der Bürgermeisterei Nettesheim in die Bürgermeisterei Nievenheim. Der Kreis war seitdem wie folgt gegliedert:
| Bürgermeisterei | Gemeinden                            |
| --------------- | ------------------------------------ |
| Büderich        | Büderich                             |
| Büttgen         | Büttgen                              |
| Dormagen        | Dormagen, Hackenbroich               |
| Glehn           | Glehn                                |
| Grefrath        | Grefrath                             |
| Grimlinghausen  | Grimlinghausen, Uedesheim            |
| Heerdt          | Heerdt                               |
| Holzheim        | Holzheim                             |
| Kaarst          | Kaarst                               |
| Nettesheim      | Frixheim-Anstel, Nettesheim-Butzheim |
| Neuß            | Neuß (Stadt)                         |
| Nievenheim      | Gohr, Nievenheim, Straberg           |
| Norf            | Norf, Rosellen                       |
| Rommerskirchen  | Rommerskirchen                       |
| Zons            | Zons                                 |

Am 1. April 1909 schied Heerdt aus dem Kreis Neuß aus und wurde in die Stadt Düsseldorf eingemeindet. Die Stadt Neuß bildete seit dem 1. April 1913 einen eigenen Stadtkreis. Der Kreis Neuß hieß seitdem Landkreis Neuß. Am 1. August 1929 wurde der Landkreis aufgelöst und mit dem Kreis Grevenbroich zum Landkreis Grevenbroich-Neuß vereinigt. Gleichzeitig wurden Grimlinghausen und Uedesheim in die Stadt Neuss eingemeindet.

## Einwohnerentwicklung
| Jahr | Einwohner |
| ---- | --------- |
| 1816 | 27.454    |
| 1835 | 32.527    |
| 1871 | 43.930    |
| 1880 | 48.591    |
| 1890 | 54.588    |
| 1900 | 64.090    |
| 1910 | 70.354    |
| 1925 | 38.412    |

## Die Landräte
- 1816–1842: Wilhelm von Bolschwing
- 1843–1849: Carl Conrad Loerick
- 1849–1850: Karl Friedrich Favreau (auftragsweise)
- 1850:–9999 Leonhard Stommel (auftragsweise)
- 1850–1851: Franz Aldenhoven (auftragsweise)
- 1851–1874: Hermann Seul
- 1874–1875: NN. Bruckhoff (vertretungsweise)
- 1875–1876: Constantin von Briesen (kommissarisch)
- 1876–1888: Kaspar von Heinsberg
- 1888–1898: Clemens Freiherr von Schorlemer-Lieser
- 1898–1906: Friedrich von der Leyen-Bloemersheim
- 1906–1916: Alexander von Brandt
- 1916–1918: Bruno Eichhorn (vertretungsweise)
- 1918–1922: Ferdinand von Lüninck
- 1922–1929: Simon Groener